# 양봉가

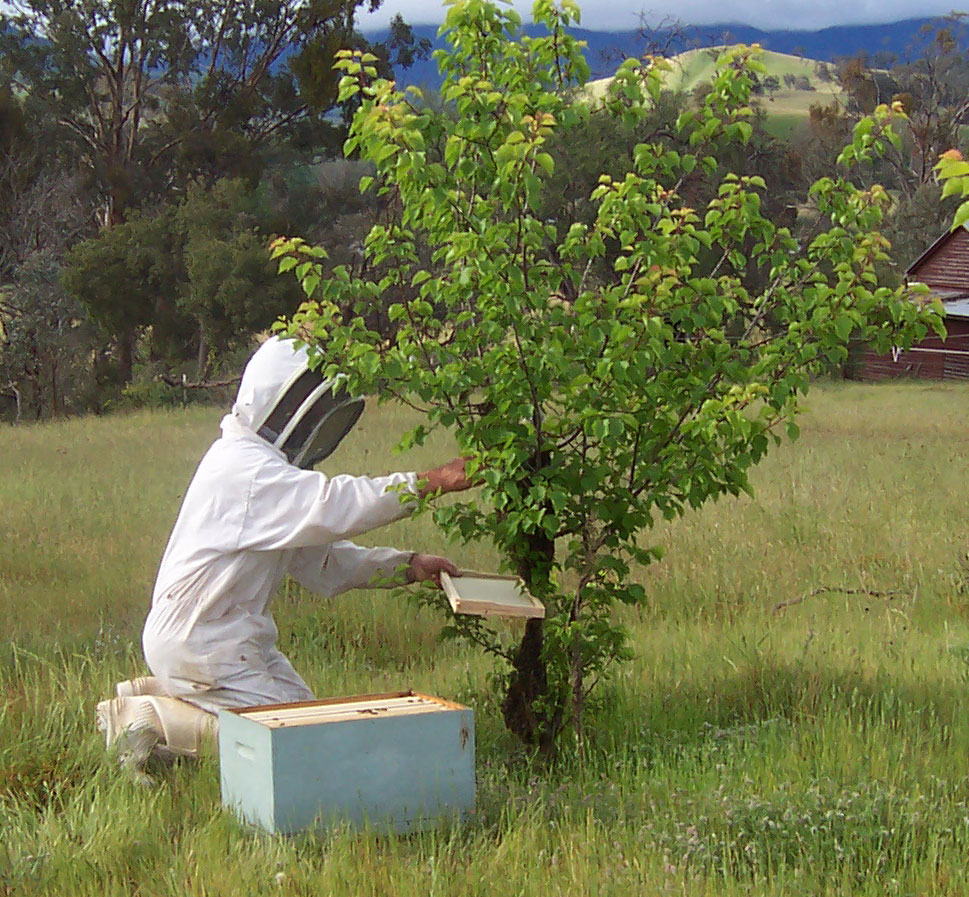
양봉가

양봉가(養蜂家)은 벌을 길러 꿀을 얻는 사람들을 일컫는다.
양봉가는 벌통, 상자 또는 기타 용기에 꿀벌을 보관하는 사람이다. 양봉가는 생물을 통제하지 않는다. 양봉가는 벌통이나 상자 및 관련 장비를 소유한다. 꿀벌은 자유롭게 먹이를 찾거나 원하는 대로 떠날 수 있다. 꿀벌은 보통 양봉가의 벌집으로 돌아가는데, 벌통은 깨끗하고 어둡고 보호된 집을 제공하기 때문이다.

## 같이 보기
- 농업
- 분류:나라별 양봉
- 정원 가꾸기
- 유기농
- 지속농업